# Arabisch-andalusischer Tanz
Der Arabisch-andalusische Tanz wird auch als Muwaschahat (‚Strophengedicht‘) bezeichnet.
Dieser Tanz gehört zu den höfischen Tänzen. Er war ursprünglich nicht als Solotanz, sondern als Gruppentanz aufgeführt und wurde in Al-Andalus zur Zeit des maurischen Spaniens (etwa zwischen 711 und 1492) an den Höfen von Córdoba und Granada getanzt.

## Muwaschahat
Die Rhythmen der verwendeten Musik variieren vom 4/4- und 8/4- bis zum 10/8-Takt. Aber auch andere Rhythmen wie z. B. der 2/4-, 3/4- oder 6/8-Takt sind üblich. Bei den Gesangsstücken werden auch 32/8-Takte verwendet. Für Ägypten wurde die arabisch-andalusische Musik in diesem Stil von Fuad Abd el Magid in den 1970er-Jahren in Kairo rekonstruiert. Eine andere Art des Muwaschahat hat sich in Marokko und Tunesien erhalten. Die alte Tradition dieser Tanzform ist in Syrien erhalten geblieben. Hier wird diese Musikform (sowohl mit Gesang und auch als reine Tanzmusik) weiterhin gepflegt (z. B. vom bekannten Omeija-Gruppe).
Es gibt fast keine überlieferten Abbildungen der Kleidung der Tänzer. Sicher sahen die Tänzer/-innen ähnlich aus wie es heute in Syrien noch üblich ist. Auch die Rekonstruktionen der Muwaschahat-Kostüme der bekannten ägyptischen Reda-Gruppe liegen im Bereich des Möglichen. Es können halbenge lange Hosen getragen worden sein, hüftlange Blusen oder Jacken, mit oder auch ohne Hüftbetonung. Als Kopfbedeckung sind Hütchen bekannt (ähnlich der Pagenkappe).
Der arabisch-andalusische Tanz wird mit vielen Arabesken getanzt, insgesamt ist der Stil stark vom Bellett beeinflusst. Ein bewegliches Rückgrat, kleine Schritte, sehr ausgefeilte und graziöse Arm- und Handbewegungen, sind typische Bestandteile des Tanzes. Es werden weniger Hüftbewegung eingesetzt als im orientalischen Tanz sonst üblich ist, und wenn dann eher weich. Der Einbau von Bodenteilen ist in begrenztem Umfang möglich. Den Einsatz von Tamburinen oder zwei Tüchern kann man ebenfalls oft sehen.